# Барер, Симон
Симон Барер (англ. Simon Barere; Одесса, 20 августа (1 сентября) 1896 — Нью-Йорк, 2 апреля 1951) — российский и американский пианист.

## Биография
Родился в многодетной еврейской семье, в которой был одиннадцатым ребёнком. С 11-летнего возраста зарабатывал на жизнь для себя и семьи работой тапёра. Окончил Санкт-Петербургскую консерваторию; учился у Анны Есиповой и Феликса Блуменфельда. После окончания консерватории концертировал во многих городах России, с 1919 г. преподавал в Киевской консерватории. В 1929 г. получил назначение атташе по культуре в представительстве СССР в Латвии, откуда в 1932 г. эмигрировал в Германию, год спустя, после прихода к власти нацистов, — в Швецию. В 1934 г. дебютировал в Лондоне, исполнив Первый концерт Чайковского с оркестром под управлением Томаса Бичема; в 1936 г. впервые выступил в Карнеги-холле. С 1939 г. жил и работал в США. Умер во время концерта от кровоизлияния в мозг.
Одним из наиболее известных является исполнение сонаты Франца Листа си-минор, записанное в 1947 году, запись была выпущена на Remington Records в 1950 году.

## Дискография

### Одеон1929
- Франц Лист: Gnomenreigen
- Фредерик Шопен: Etüde op 10/8; Walzer Nr. 5, op 42
- Сергей Рахманинов: Polka de W.R.

### His Master’s Voice 1934-36
- Франц Лист. Концертный этюд «La leggierezza»; Сонет Петрарки № 104; Концертный этюд «Хоровод гномов»; Воспоминания о «Дон Жуане» Моцарта; Забытый вальс № 1; Испанская рапсодия
- Фредерик Шопен: Скерцо № 3, op 39; Мазурка № 38, op 59/3; Вальс, op 42
- Балакирев. Исламей
- Феликс Блуменфельд. Этюд для левой руки
- Александр Глазунов. Этюд op 31/1
- Александр Скрябин. Этюды opp 2/1, 8/12
- Леопольд Годовский. Сюита «Ренессанс»: № 6 Тамбурин (обр-ка Рамо), № 12 Жига (обр-ка Луайеле)
- Роберт Шуман. Токката op 7

### Карнеги-Холлlive 1946-49
- Иоганн Себастьян Бах: Chromatische Fantasie und Fuge BWV 903
- Роберт Шуман: Toccata op 7; Traumes Wirren op 12/7; Carnaval op 9
- Карл Мария фон Вебер: Presto aus Klaviersonate N 1
- Леопольд Годовский: Renaissance Nr. 6 Tambourin, 8 Pastorale, 12 Gigue
- Феликс Блюменфельд: Etüde für die linke Hand
- Александр Глазунов: Etüde op 31/1
- Александр Скрябин: Etüden op 8/10&12
- Сергей Рахманинов: 2. Klavierkonzert, Préludes opp 23/5, 32/12; Polka de W.R.
- Милий Балакирев: Исламей
- Людвиг ван Бетховен: Klaviersonate Nr. 27 op 90
- Франц Лист: La Leggierezza, Un Sospiro; Klavierkonzert Nr. 1; Petrarcha-Sonett Nr. 104; Klaviersonate h-moll; Rapsodie espagnole; Gnomenreigen; Faust-Walzer; Funßerailles; Gnomenreigen; Ungar. Rhapsodie Nr. 12
- Фридерик Шопен: Andante spianato et Grande polonaise brillante; Nocturne Nr. 8 op 27/2; Fantasie op 49; Walzer Nr. 5, op 42; Impromtu Nr. 1 op 29; Ballade Nr. 1, op 23; Scherzo Nr. 3, op 39; Etüden op 10/4, 5, 8